# Kwantungarmén
Kwantungarmén var en armégrupp ur den kejserliga japanska armén mellan 1919 och 1945. 
Den formades ursprungligen 1906 som en säkerhetsgrupp för att övervaka det japanska Kwantung-territoriet vid den Sydmanchuriska järnvägen i Manchuriet i Kina, som hade tillfallit Japan efter det rysk-japanska kriget. Det utvecklades till en armégrupp med uppgift att övervaka Japans intressen i Kina, Manchuriet och Mongoliet, och blev huvudsakligen ansvarig för den japanska marionettstaten Manchukuo i Manchuriet 1931-1945. Under sino-japanska kriget och andra världskriget blev Kwantungarmén en av de mäktigaste armégrupperna i kejserliga japanska armén och ena av dess främst stridskrafter, och flera av dess medlemmar var ledande militära och politiska figurer.